# سايغ ملك غوجوسون (العاشر)
الملك سايغ هو عاشر ملوك غجا جوسون. حكم خلال الفترة الممتدة من 925 ق. م حتى 896 ق. م. اسمه الحقيقي سايغ (بالهانغل: 색، بالهانجا: 索). وخلفه على سدة الحكم سا ملك غوجوسون (Sa Wang).